# فرخنده‌های کلاه‌پوش
فرخنده‌های کلاه‌پوش (نام علمی: Mitrospingus) نام یک سرده از تیره فرخنده است.

## گونه‌ها
- فرخنده تیره‌سیما (Mitrospingus cassinii)
- فرخنده پشت‌زیتونی (Mitrospingus oleagineus)